# Friedrich Kaulbach (konstnär)

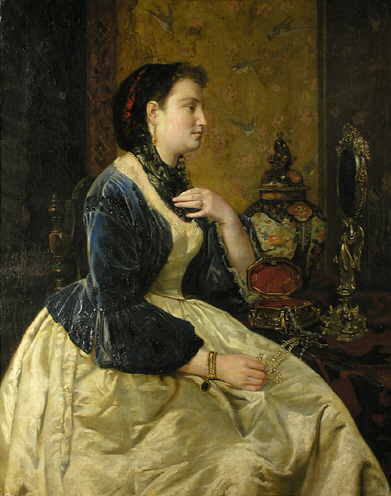
Woman at her jewelry table

Friedrich Wilhelm Christian Theodor Kaulbach, född 8 juli 1822 i Bad Arolsen, Waldeck-Pyrmont, död 17 september 1903, var en tysk konstnär. Han var brorson till Wilhelm von Kaulbach och far till Friedrich August von Kaulbach.
Friedrich Kaulbach gjorde sig känd som historiemålare med en effektfull men ofta ytlig och konventionell stil. Som porträttmålare var han framstående och blev eftersökt i furstliga och aristokratiska kretsar.